# Sara García Gross
Sara García Gross (nascida em 1986) é uma activista salvadorenha, feminista e defensora dos direitos humanos. É coordenadora de defesa política do Grupo Cidadão pela Descriminalização do Aborto Terapêutico, Ético e Eugénico, fundado em 2009. Ela também é membro da Rede Salvadorenha de Mulheres Defensoras dos Direitos Humanos. Em 2019, ela recebeu o Prémio Simone de Beauvoir da França pelo seu trabalho de promoção do direito ao aborto.

## Biografia
Sara García Gross nasceu em Chalchuapa em 1986. Ela formou-se em psicologia pela Universidade Centro-Americana. Ela especializou-se em estudos de género na Universidade Nacional Autónoma do México. Desde junho de 2019, ela reside em Buenos Aires, onde faz mestrado em Direitos Humanos e Democratização para a América Latina e o Caribe na Universidade Nacional General San Martín.
Em 2014, apresentou a áudio-reportagem Del Hospital a la Cárcel, que trata de questões relacionadas aos direitos sexuais e reprodutivos das mulheres.
O Grupo Cidadão pela Descriminalização do Aborto Terapêutico, Ético e Eugénico, para o qual Gross trabalha, é uma organização social multidisciplinar que defende a mudança da legislação salvadorenha sobre o aborto. Além disso, promovem a educação sexual e defendem as mulheres acusadas ou condenadas por aborto ou questões relacionadas. García também é membro da Rede Salvadorenha de Mulheres Defensoras dos Direitos Humanos.
Em janeiro de 2019, a Universidade Paris Diderot concedeu-lhe o Prémio Simone de Beauvoir pelos seus esforços para descriminalizar o aborto em casos de violação, tráfico de pessoas, quando a vida da mãe está em perigo ou quando a mãe é menor de idade.